# Male Unbonding (Seinfeld)
" Male Unbonding " es el cuarto episodio de la primera temporada de la sitcom estadounidense Seinfeld y se emitió en NBC el 14 de junio de 1990. A pesar de emitirse en cuarto lugar, fue el segundo episodio producido. Despite airing fourth, it was the second episode produced.
En él, Jerry Seinfeld intenta evitar encontrarse con un viejo amigo de la infancia, Joel Horneck (Kevin Dunn). El vecino de Jerry, Kramer, conceptualiza "una pizzería donde haces tu propia pizza". El episodio fue escrito por Larry David y Jerry Seinfeld, y fue el primer episodio filmado dirigido por Tom Cherones. Este fue el primer episodio producido con Elaine Benes (Julia Louis-Dreyfus) como personaje. También fue el primer episodio en usar la música del título de Jonathan Wolff.